# ラテルツァ
ラテルツァ（イタリア語: Laterza）は、イタリア共和国プッリャ州ターラント県にある、人口約1万5000人の基礎自治体（コムーネ）。

## 地理

### 位置・広がり

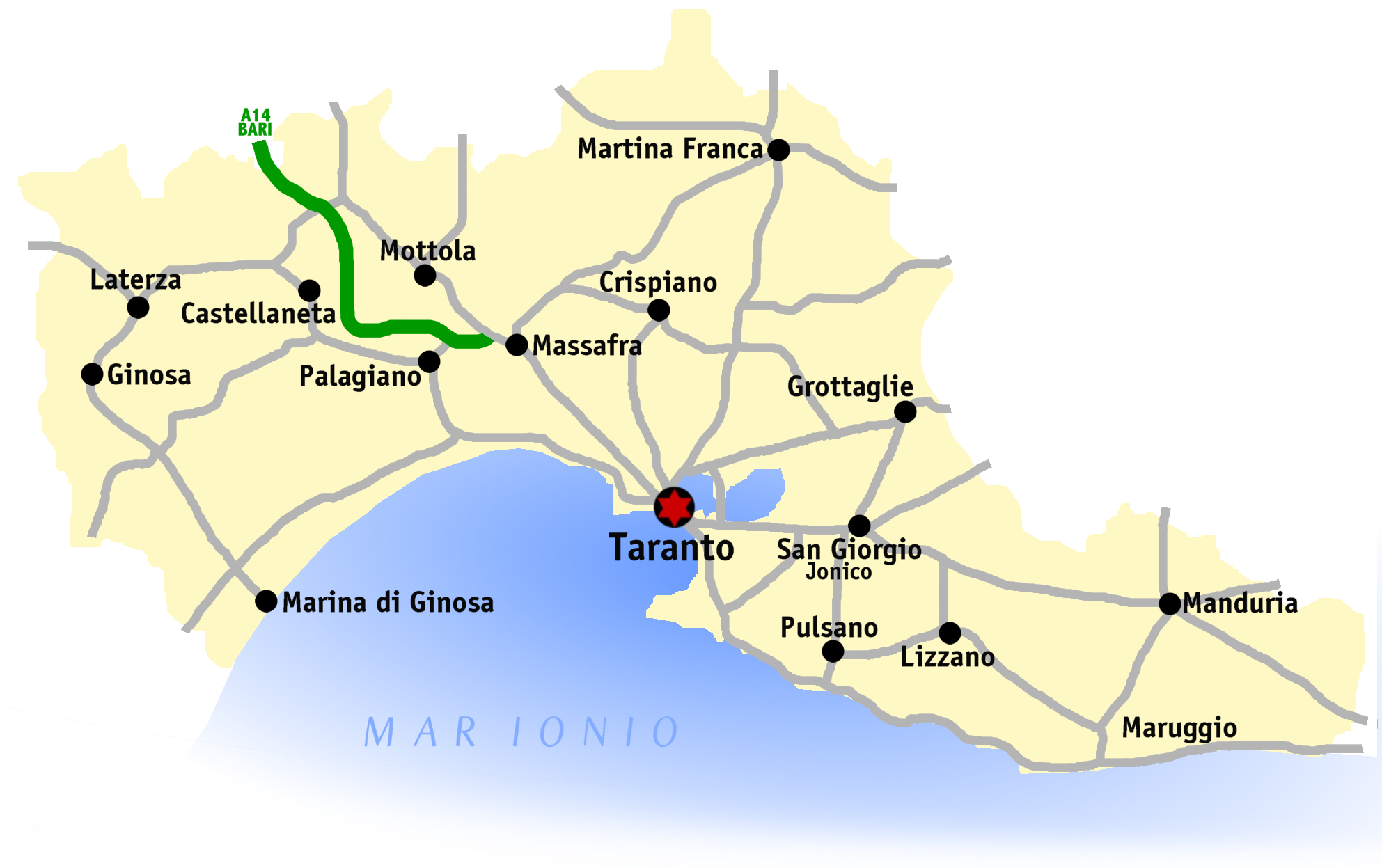
ターラント県概略図

#### 隣接コムーネ
隣接するコムーネは以下の通り。BAはバーリ県、MTはマテーラ県所属。
- サンテーラモ・イン・コッレ (BA) - 北
- ジョーイア・デル・コッレ (BA) - 北東
- カステッラネータ - 東
- ジノーザ - 南
- マテーラ (MT) - 西